# Індське письмо
Індське письмо також відоме як Хараппське письмо або писемність долини Інду — потенціальне письмо, яке було знайдене при розкопках цивілізації Мохенджо-Даро та Хараппи на печатках, мідних табличках, інструментах та зброї. Незважаючи на безліч спроб, "письмо" так і не вдалось розшифрувати; нема ніяких відомих білінгв а більшіть написів є занадто короткими для повного аналізу. Нині відомо приблизно 4000 артефактів з більш ніж 400 окремими символами.

## Характеристики

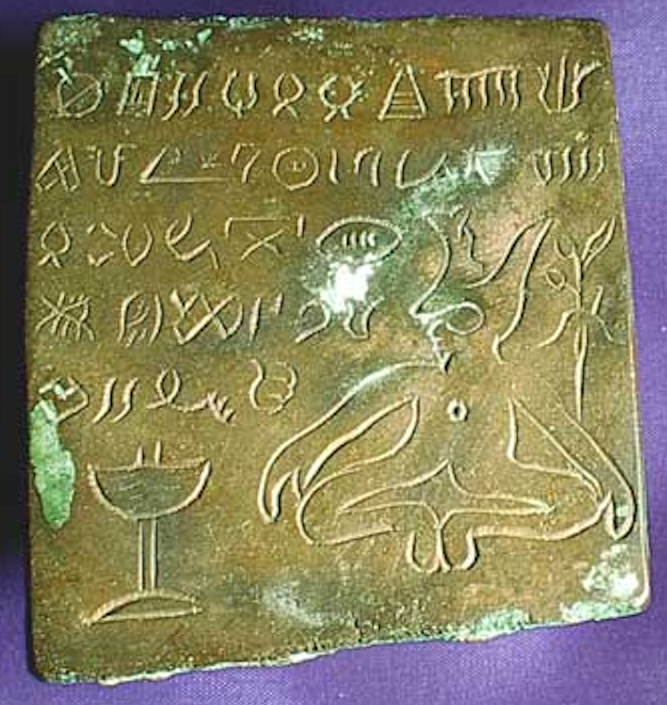
Найдовший відомий Індський текст з 34 знаками

Число відомих знаків завищує 400, але точну кількість не вдається встановити, так як невідомо, чи певні знаки є окремими чи просто двома варіантами одного знака. Така кількість знаків є занадто великою для алфавіту, тож письмо вважається логографічним. Звичайний напрямок письма - справа наліво, хоча відомо кілька написів зліва направо чи в бустрофедоні.